# ماريان ألدا
ماريان ألدا (بالإنجليزية: Mariann Aalda)‏ ولدت في 7 مايو 1948  هي ممثلة مسرحية و تلفزيونية أمريكية و أشتهرت عن طريق أعمالها التلفازية .

## روابط خارجية
- ماريان ألدا على موقع IMDb (الإنجليزية)
- ماريان ألدا على موقع قاعدة بيانات الفيلم (الإنجليزية)